# Gracilileia lydiae
Gracilileia lydiae är en tvåvingeart som beskrevs av Loïc Matile 1993. Gracilileia lydiae ingår i släktet Gracilileia och familjen svampmyggor.
Artens utbredningsområde är Nya Kaledonien. Inga underarter finns listade i Catalogue of Life.